# Brandon Silvestry
Brandon Silvestry (* 6. September 1979 in Brooklyn, New York), besser bekannt unter seinem Ringnamen Low Ki, ist ein US-amerikanischer Wrestler. Er tritt derzeit regelmäßig bei verschiedenen Independent Promotions auf.
Sein Ringname „Low Ki“, dessen ursprünglich Schreibweise Low-Key ist, stammt aus dem Text des Liedes No Diggity von BLACKstreet.

## Karriere

### Anfänge
Silvestry wurde von Jim Kettner und Homicide trainiert. Am 10. Oktober 1998 debütierte er als Low Ki bei Jersey All Pro Wrestling. Am 2. Oktober 1999 gewann er seinen ersten Titel, die FWA Heavyweight Championship.
Von 2000 bis 2002 bestritt Silvestry mehrere Matches bei der World Wrestling Federation (heute WWE).

### TNA und ROH
Im Juni 2002 gab er sein Debüt bei Total Nonstop Action Wrestling und wurde hier in der X-Division eingesetzt. Den gleichnamigen Titel dieser Klasse durfte er im August gewinnen, musste ihn jedoch nach zwei Wochen wieder abgeben. Später formte er zusammen mit Christopher Daniels und Elix Skipper das Stable Triple X, das im weiteren Verlauf des Jahres Mitglied der Sports Entertainment Xtreme wurde. Man ließ Low Ki jeweils einmal mit Daniels und Skipper die NWA World Tag Team Championship gewinnen. Nachdem sich das Team innerhalb der Storyline zerstritt und gegeneinander wandte, wurde Low Ki raus geworfen. Im Juli 2003 verließ er TNA, da er sich von einer erlittenen Rückenverletzung erholen wollte und sich auf sein gleichzeitiges Engagement bei Ring of Honor konzentrieren wollte.
Low Ki debütierte im Juli 2002 bei Ring of Honor, in deren ersten Show „The Era of Honor Begins“, bei der er gleich einen Sieg erringen durfte. Am 27. Juli 2002, beim PPV „Crowning a Champion“, ließ man Low-Ki zum ersten Ring Of Honor Champion werden, nachdem er Christopher Daniels, Spanky und Doug Williams in einem Four Way Ironman-Match besiegte. Bei „Unscripted“, am 21. September 2002, musste er seinen Titel an Xavier verlieren. Low Ki verließ die Promotion im Jahr 2004 wegen des berühmten „Feinstein“-Vorfall, bei dem der damalige Ligenbesitzer Rob Feinstein in einen Sex-Skandal verwickelt wurde.
Noch im gleichen Jahr (2004) kehrte Low Ki zu ROH zurück und man machte ihn zum Mitglied des Heel-Stables „The Rottweilers“, welches bereits aus Homicide und „The Havana Pitbulls“ (Ricky Reyes und Rocky Romero) bestand. Im November begann er eine Fehde mit Bryan Danielson und wurde später aufgrund eines Angriffes gegen den Ringrichter auf unbestimmte Zeit suspendiert. 2005 kehrte er zurück und man bookte ihn in eine Fehde gegen Jay Lethal, in die zwischenzeitlich auch kurz Homicide auf Low Kis Seite und Samoa Joe für Danielson involviert waren. Im Januar 2006 verließ er ROH erneut und erhielt anschließend von Jim Cornette ein Auftrittsverbot bei ROH auf Lebenszeit.

### TNA II und Japan
Beim PPV „TNA Lockdown“ 2006 gab er als mysteriöser Tag-Team-Partner von Christopher Daniels seine Rückkehr unter dem Namen Senshi (jap. Krieger). Nach ein paar Wochen abseits der TV-Bildschirme begann man ihn, wie schon bei seinem ersten Stint, in der X-Division einzusetzen. Im Mai 2006 machte er dann sein Impact-Debüt, bei dem er gegen Jay Lethal, Alex Shelley und Shark Boy in einem Four Way-Match gewann. Nachdem er sich in einem erfolgreichen Match bei „Slammiversary“ den Status des Nr. 1 Herausforderers auf den TNA X Division Championship sicherte, konnte er im Juni den Titel gewinnen. Nach zunächst mehreren Titelverteidigungen, verlor er den Titel 3 Monate später an Chris Sabin.
Nach einer Fehde gegen Austin Starr, gab es bei Victory Road, im Sommer 2007, die Reformation der Triple X mit der alten Besetzung Senshi, Christopher Daniels und Elix Skipper. Im Januar 2008 wurde er von TNA entlassen. Noch im gleichen Monat gewann Silvestry, wieder als Low Ki den PWG World Championship, den er aufgrund einer Verletzung wenig später wieder abgeben musste. Am 21. September 2008 wurde Silvestry bei New Japan Pro-Wrestling IWGP Junior Heavyweight Champion, als er den vorherigen Titelträger Tiger Mask besiegen konnte und musste ihn bei Wrestle Kingdom III am 4. Januar 2009 an Mistico abgeben.

### World Wrestling Entertainment

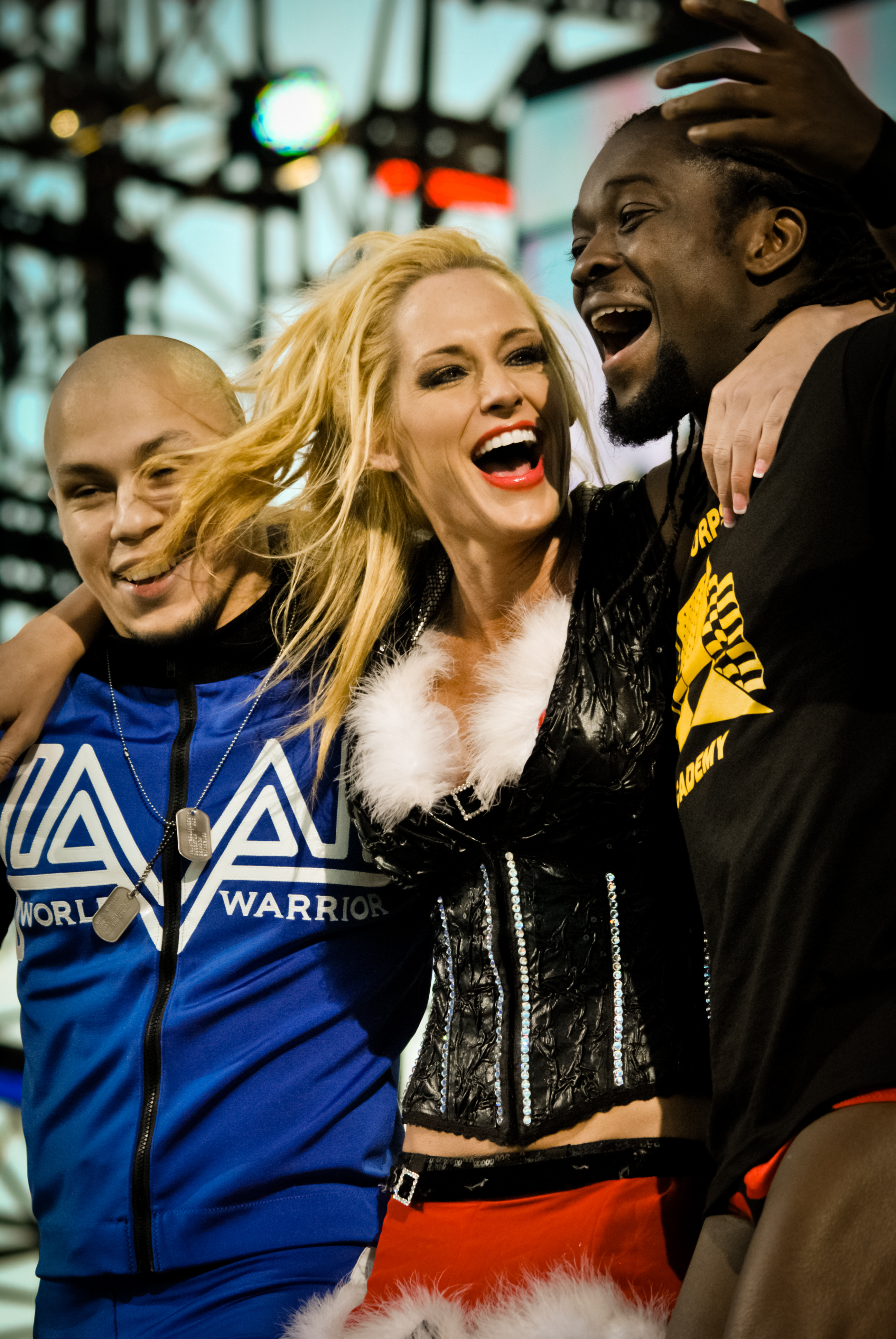
Von links: Silvestry, Michelle McCool und Kofi Kingston bei Tribute to the Troops (2010)

Nachdem Silvestry am 7. November 2008 im Rahmen von SmackDown ein Dark Match bestritt, unterzeichnete er in der Folge einen Vertrag bei World Wrestling Entertainment. Zunächst trat er allerdings in der FCW, der Entwicklungsliga der WWE, unter dem Namen Kaval an.
Am 1. Juni 2010 wurde bekanntgegeben, dass Kaval an der zweiten Staffel von WWE NXT teilnehmen würde. Hierbei wurde er vom Team Lay-Cool (Layla und Michelle McCool) betreut. Letztendlich durfte er auch diese Staffel gewinnen und wurde ein offizieller WWE Superstar. Er wurde dem TV-Format WWE SmackDown zugeordnet. Am 23. Dezember 2010 wurde er jedoch wieder entlassen.

### Rückkehr zu den Independents und Japan
Nach seiner Entlassung tritt Low-Ki wieder bei Independent-Ligen an. Am 3. Mai 2012 konnte er u. a. Prince Devitt bei New Japan besiegen, um zum zweiten Mal IWGP Junior Heavyweight Champion zu werden.

## Titel und Erfolge
- East Coast Wrestling Association
  - 2× ECWA Tag Team Championship – mit American Dragon und Xavier
  - Gewinner des ECWA Super 8 Tournament-Turniers 2001

- Florida Championship Wrestling
  - 1× FCW Florida Tag Team Championship – mit Michael McGillicutty

- Future of Wrestling
  - 1× FOW Heavyweight Championship

- Future Wrestling Alliance
  - 1× FWA Heavyweight Championship

- Impact Championship Wrestling
  - 1× ICW Heavyweight Championship

- Independent Wrestling Association Mid-South
  - Gewinner des Ted Petty Invitational-Wettbewerbs 2006

- International Wrestling Cartel
  - 1× IWC Super Indies Championship

- Jersey All Pro Wrestling
  - 3× JAPW Heavyweight Championship
  - 1× JAPW Light Heavyweight Championship

- Jersey Championship Wrestling
  - 1× JCW Championship
  - 1× JCW Tag Team Championship

- Long Island Wrestling Federation
  - 1× LIWF Light Heavyweight Championship

- Maryland Championship Wrestling
  - 1× MCW Tag Team Championship – mit „Airborne“

- New Japan Pro-Wrestling
  - 2× IWGP Junior Heavyweight Championship

- Premier Wrestling Federation
  - 1× PWF Heavyweight Championship

- Pro Wrestling Guerrilla
  - 1× PWG World Championship

- Pro Wrestling World1
  - 1× WORLD-1 Openweight Championship

- Pro Wrestling ZERO1
  - 1× NWA International Lightweight Tag Team Championship – mit Leonardo Spanky
  - 1× NWA/UPW/ZERO-ONE International Junior Heavyweight Championship

- Ring of Honor
  - ROH Championship (Erster)

- Total Nonstop Action Wrestling
  - 3×  NWA World Tag Team Championship  – mit Christopher Daniels und Elix Skipper als Triple X
  - 2× TNA X Division Championship

- USA Xtreme Wrestling
  - 1× USA Pro Tag Team Championship – mit Xavier

- World Xtreme Wrestling
  - 1× WXW Cruiserweight Championship

- World Wrestling Entertainment
  - WWE NXT Gewinner (2. Staffel)